# Ligne 44 (Infrabel)
La ligne 44 est une ligne ferroviaire construite à l'initiative des établissements thermaux de la commune de Spa, qui souhaitaient faire profiter les curistes d'un mode de transport performant.
Elle relie la ville thermale à Pepinster, sur le tracé de la ligne entre Liège et la Prusse. Cette ville a été préférée à Verviers car elle se trouve au confluent de la Vesdre et de la Hoëgne, ce qui permet de s'extirper de la vallée de la Vesdre sans ouvrage d'art trop coûteux. Entre Theux et Spa, la ligne suit le cours du Wayai.
Dans le cadre de l'interconnexion des réseaux ferrés belge et luxembourgeois, la ligne est ensuite prolongée, au Sud vers Stavelot et la vallée de la Salm (Jonction grand-ducale lignes 45 et 42) en présentant un profil fort accidenté malgré des courbes et détours fort amples.

## Historique
- En 1854-55, la Compagnie du chemin de fer de Pepinster à Spa inaugure la ligne dont elle porte le nom par petites étapes successives[1].
- En 1862, la Société royale grand-ducale des chemins de fer Guillaume-Luxembourg (qui fut mise en place pour construire les principales lignes ferrées du Grand Duché) inaugure le Tronçon Luxembourg - Ettelbruck de la « Ligne du Nord ». Cette compagnie obtint la même année l'autorisation de prolonger sa ligne vers Spa afin de s'interconnecter avec le réseau ferré Belge réalisant la ligne de Jonction Grand Ducale. L'opérateur Luxembourgeois reçoit également en concession le tronçon existant entre Spa et Pepinster.
- En 1867, le tronçon Spa - Stavelot est inauguré simultanément avec son prolongement vers le Luxembourg, via Trois-Ponts et Gouvy. Soit avant l'inauguration de la ligne 42 reliant Trois-Ponts à Liège par la vallée de l'Amblève. Les trains de Liège à Luxembourg passent donc par cette ligne 44 pendant plus de 20 années.
- Dès 1868, le concessionnaire transfère l'exploitation de la ligne à la Compagnie de l'Est française[réf. nécessaire], ce qui - à la veille de la guerre franco-prussienne - n'ira pas sans poser question aux autorités belges.
- C'est pourquoi en 1870, l’État Belge reprend l'exploitation de plusieurs lignes en Belgique et interdit toute cession de ligne à des compagnies étrangères. En 1872, la Compagnie de l'Est perd le contrôle du Chemin de fer Guillaume-Luxembourg, dont les lignes belges passent alors sous le contrôle des Chemins de fer de l'État belge
- La section Spa - Stavelot étant particulièrement accidentée, l’État fait le projet de poser une voie le long de l'Amblève, entre Rivage et Trois-Ponts. Ce tronçon sera inauguré en deux phases, en 1885 et 1890. La ligne 44 perdra alors rapidement son trafic de transit.
- Au début du siècle dernier, la section Pepinster - Spa est tout de même portée à double voie.
- En 1910, la section Spa - Hockai, est utilisée pour les essais des locomotives Type 36 et il est prévu d'affecter quelques-unes de ces immenses locomotives aux trains de marchandises entre Verviers et Trois-Ponts
- Durant la Seconde Guerre mondiale, les matières premières manquent et l'occupant démonte la seconde voie afin de la réutiliser ailleurs.
- Après la guerre, l'avènement de l'automobile fait chuter le trafic entre Spa et Stavelot. Malgré l'opposition des acteurs locaux, la SNCB remplace ses trains de voyageurs par des autobus de substitution le 2 août 1959.
- L'infrastructure sera encore utilisée par un faible trafic de cabotage, ainsi qu'occasionnellement pour convoyer les spectateurs du circuit de Spa-Francorchamps (jusque 1968 ou 1969). Finalement, le trafic regulier des marchandises entre Stavelot et Sart-lez-Spa (trois trains par semaine) etait supprimé le 1er septembre 1962. (Cependant, il y avait des trains hebdomadairs jusque 1963 pour évacuer les stocks des bois de la firme Van Meuwen de Testelt qui se trouvaient en gare de Francorchamps.) Un déraillement fatal le 30 décembre 1968 lorsque la locomotive d'un train de marchandises s'emballe dans la forte descente entre Sart-lez-Spa et Spa a sonné le glas. Le 30 juin 1969, le trafic des marchandises sur le dernier tronçon de Spa-Géronstère à Sart-lez-Spa etait supprimé[2].
- En 1971, les 12 km du tronçon Pepinster - Spa (Géronstère) sont électrifiés en 3 Kv courant continu (la norme retenue en Belgique). La vitesse de référence reste faible : 70 km/h.
- En 1973 et 1974, la voie est démontée entre Géronstère et Stavelot. Elle a depuis été réhabilitée en un tronçon de voies lentes (Réseau RAVeL).
- De 1973 à nos jours, la partie subsistante de la ligne (de Pepinster à Spa-Géronstère) est à voie unique, avec de nombreux passages à niveau et trois gares de croisement à Pepinster, Theux et Spa (Ville).
- En août 2012, la voie a été renouvelée[3] alors que l'année suivante, c'est la gare de Spa qui a fait l'objet d'une simplification et d'un renouvellement de ses installations. L'étanchéité des viaducs avoisinants a été refaite à cette occasion[4].
- En 2020, les installations de sécurité ont été remplacées, et certaines parois rocheuses ont été stabilisées [5].
- Le 15 juillet 2021 la ligne est sévèrement endommagée à la suite des inondations de juillet 2021 en Wallonie. Certains rails ne sont plus stables et des ponts se sont écroulés, c'est notamment le cas entre Juslenville et Pepinster-Cité, ainsi que juste après cette dernière gare et également entre Pepinster et Verviers-Central. La ligne est inaccessible à tous les trains y compris les trains de réparation d'Infrabel, car elle est en cul-de-sac et son seul accès est par la ligne 37 Liège – Verviers, rendue impraticable elle aussi jusqu'au début du mois d'août[6]. La ligne réparée est à nouveau exploitée à partir du 4 octobre[7].

## Tracé et infrastructure

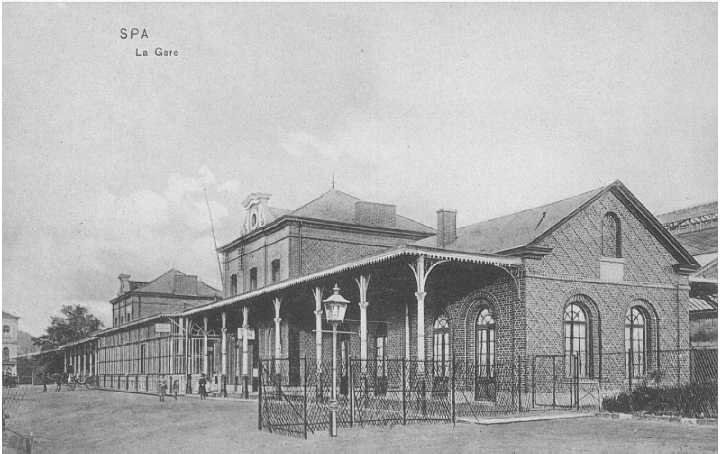
Gare de Spa à la belle époque

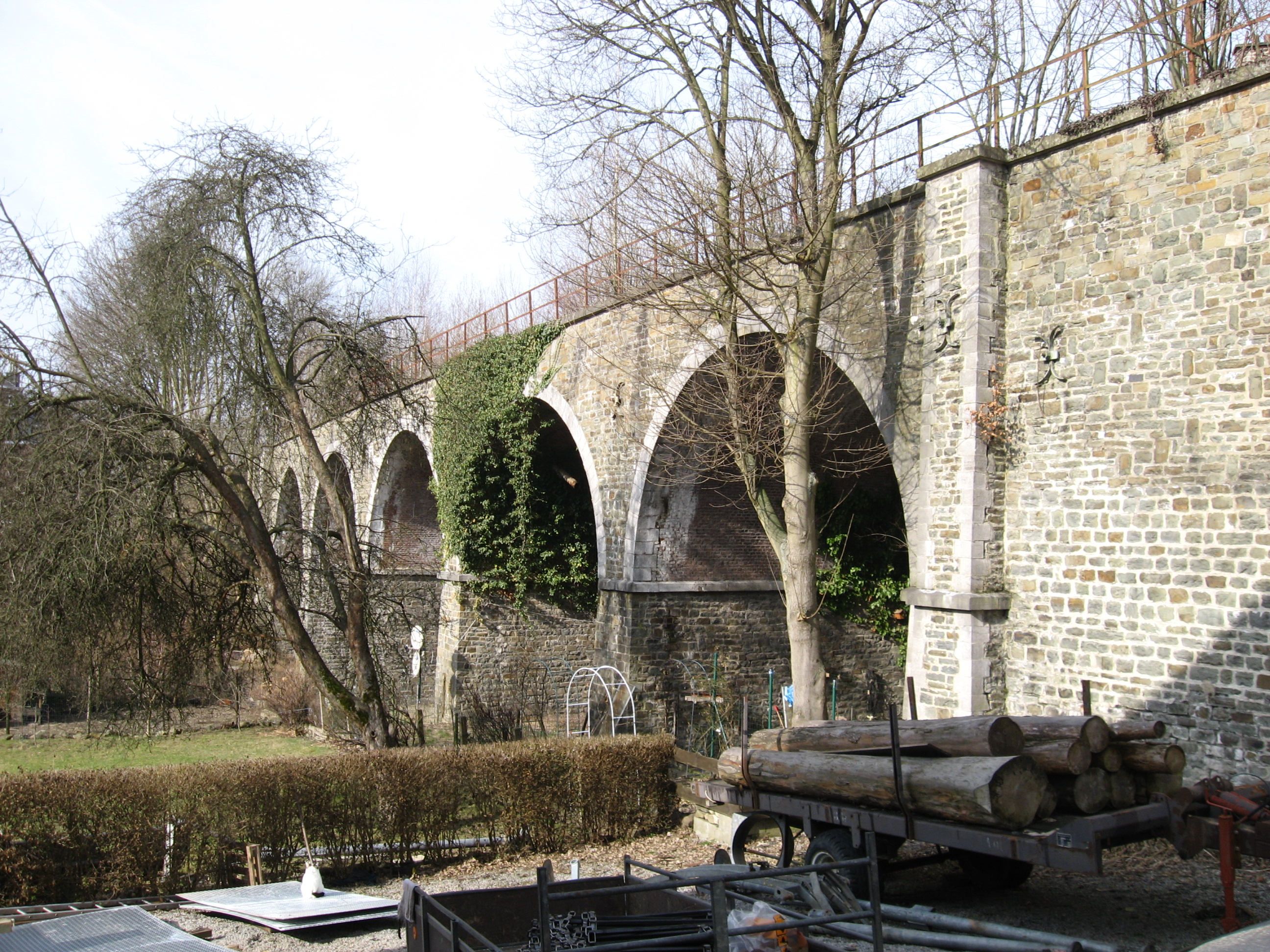
Second viaduc de Spa

La première partie de la ligne entre Pepinster et Spa emprunte la vallée de la Hoëgne jusque Theux puis la vallée du Wayai. Entre Pepinster et Spa, la différence de niveau est de plus de cent mètres et la pente devient importante à partir de La Reid.
Entre Spa et Hockai, le profil est particulièrement mauvais et sinueux. Le faîte de la ligne, près de Hockai, se trouve à plus de 520 mètres d'altitude. La ligne redescend ensuite vers Francorchamps puis Stavelot (altitude de 325 mètres). La suite de la ligne, désormais considérée comme une partie de la ligne 45, est en pente plus légère et suit la vallée de l'Amblève jusque Trois-Ponts (altitude de 262 mètres). Le trajet vers Gouvy nécessitait une nouvelle ascension.
Entre Pepinster et la gare de Spa, la ligne ne possède pas d'ouvrages d'art majeurs en dehors de ponts, très courts, sur la Hoëgne et le Wayai qui ont été reconstruits lors de la seconde moitié du XXe siècle et d'un pont en biais à poutres métalliques de près de 40 mètres sur la route N62.
La traversée de Spa a nécessité la construction de deux viaducs en maçonnerie (de 11 et 5 arches) et de nombreux terrassements. Le reste de la ligne comporte quelques ponts de faible envergure ainsi que quelques tranchées et remblais mais est en revanche en pente très forte et comprend de nombreuses courbes ou passages à flanc de coteau.

## Utilisation

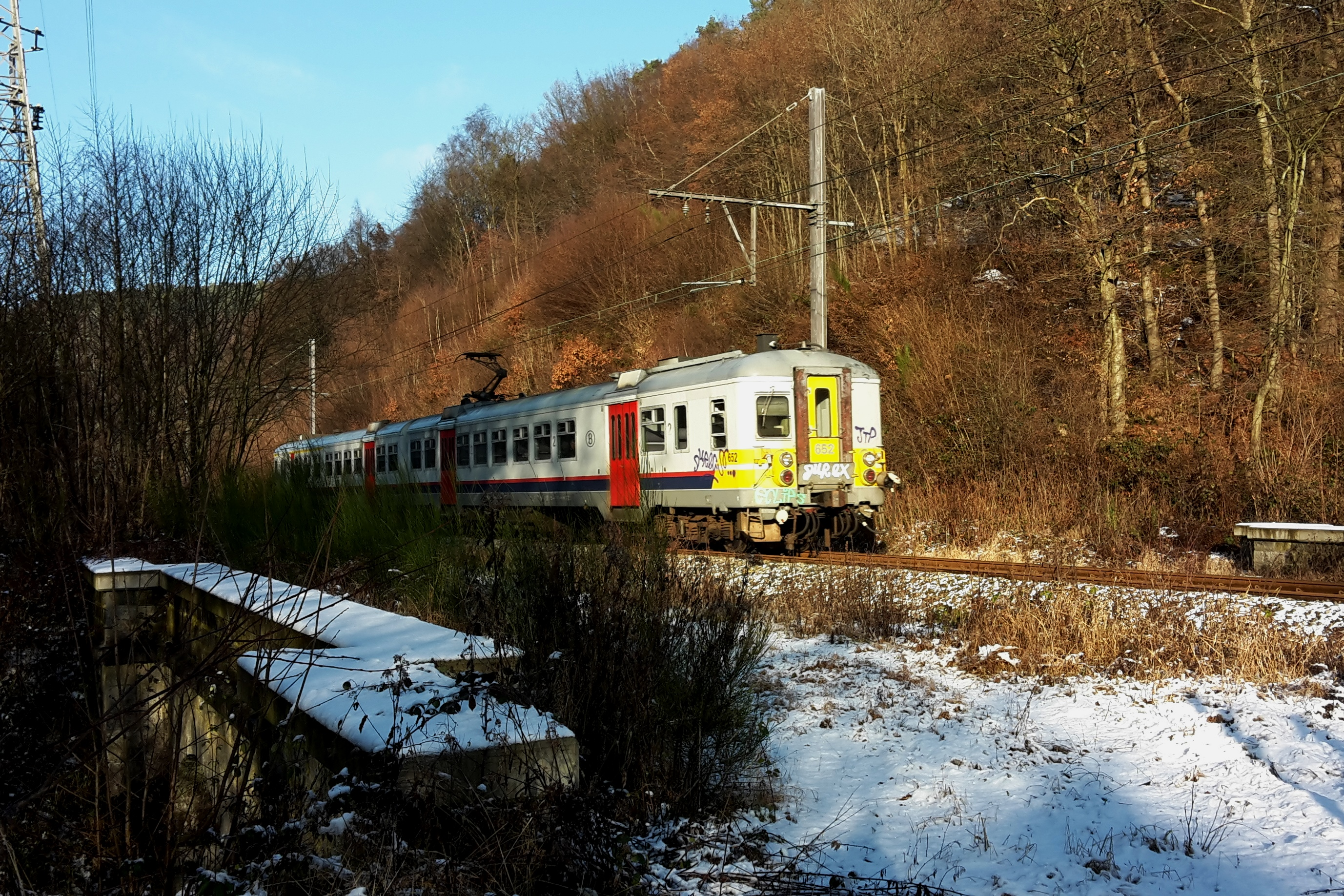
Train omnibus à La Reid (2017)

En 1870, une connexion avec des voitures directes entre Liège et Luxembourg via Spa était introduit. Avant la Première Guerre mondiale, il y avait des trains express avec des voitures directes entre Bruxelles et Luxembourg via Spa, et aussi entre Spa et Cologne. Pendant les années 1980 (après l'électrification) il y avait des derniers trains directs entre Bruxelles (Mons) et Spa.
À l’origine, cette ligne accueillait aussi des trains de marchandises entre le Grand Duché du Luxembourg et le bassin liégeois ou la région d'Aix-la-Chapelle. La ligne 44 étant très accidentée sur presque tout son parcours, ces trains se sont progressivement redirigés sur la ligne Trois-Ponts - Rivage, achevée en 1890, ou sur la Vennbahn, construite de 1885 à 1889, qui se trouvait en territoire prussien avant 1919.
La desserte des industries locales se maintint sur la ligne. L'eau de Spa était autrefois expédiée depuis l'usine de Spa Monopole qui possédait son propre embranchement ferroviaire, à proximité de la gare de Spa, jusqu'en 1972 aux motifs suivants : « l’avènement de la bouteille en plastique éliminant une bonne partie du secteur des vidanges, le fait que des grands dépôts de la capitale proches du rail étaient expropriées pour cause de construction du métro et aussi les lenteurs de la SNCB à fournir un matériel plus souple ».
Aujourd'hui, la ligne 44, réduite à une courte antenne en cul-de-sac et à voie unique est uniquement utilisée en trafic voyageur :
- Une relation voyageur "omnibus" (L) Spa-Géronstère – Spa - Pepinster - Verviers - Welkenraedt – Aix-la-Chapelle (temps de parcours : 78 minutes) ;
- Quelques trains d'heure de pointe (P) reliant en heure de pointe Spa à Verviers et Welkenraedt.

La ligne est classée dans la priorité la plus basse par Infrabel, de sorte que l'opérateur du réseau évoque régulièrement son abandon lorsque sa dotation est discutée. L'opportunité de l'utiliser à nouveau pour écouler une partie de l'importante production des eaux de Spa est régulièrement évoquée, mais se heurte aux importants coûts de remise en état du raccordement ferré de l'usine d'embouteillage (proche de la gare de Spa) et à la nécessite de faire rouler des trains complets afin de limiter le coût d'exploitation d'une desserte ferroviaire, ce qui est moins flexible qu'en ayant recours à des camions.

## Projets futurs
En 2009, les forces vives de la région forment le vœu que la ligne puisse servir de cadre à un projet pilote de tram-train, mais aucune décision concrète en ce sens n'a été prise. La ligne ayant fait l'objet d'une rénovation et d'une électrification, il y a peu de projets en perspectives.
Le plan de transport 2020-2023 prévoit de créer une correspondance rapide à Pepinster, avec les trains IC-12 (Welkenraedt-Liège-Bruxelles-Gand-Courtrai). Les horaires seront adaptés pour supprimer le croisement entre trains L à Theux.

## Galerie de photos

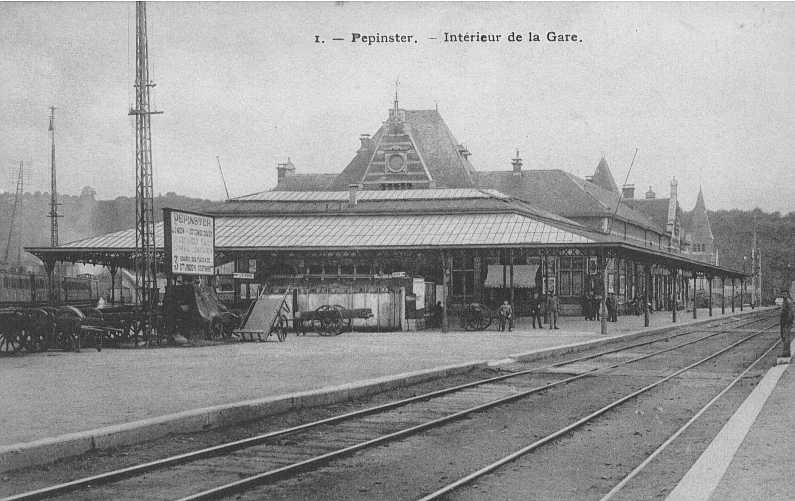
La gare de Pepinster vers 1900.
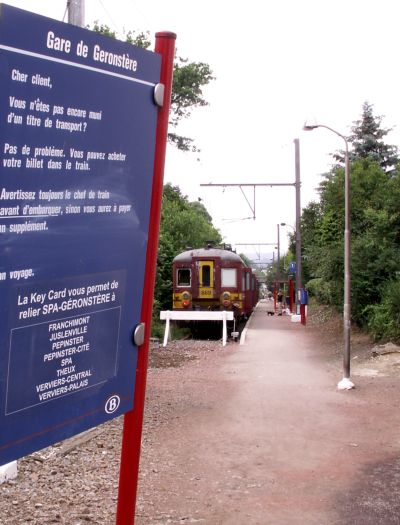
La halte de Géronstère.
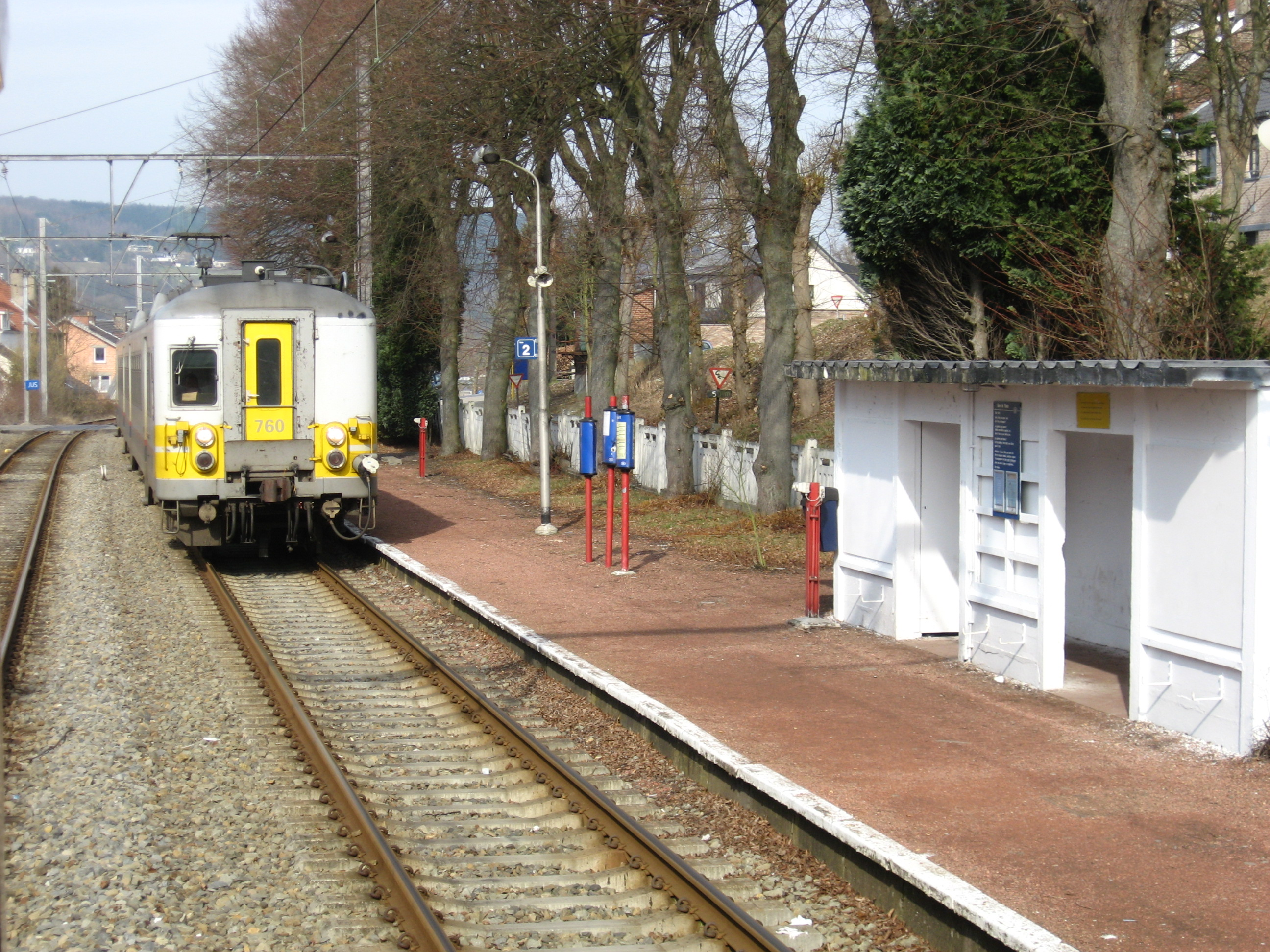
La gare de croisement de Theux.
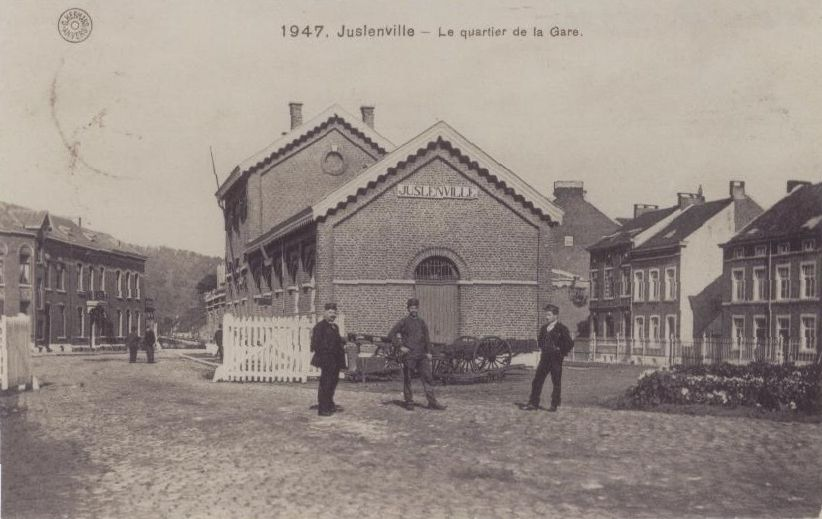
La gare de Juslenville, anno 1900.
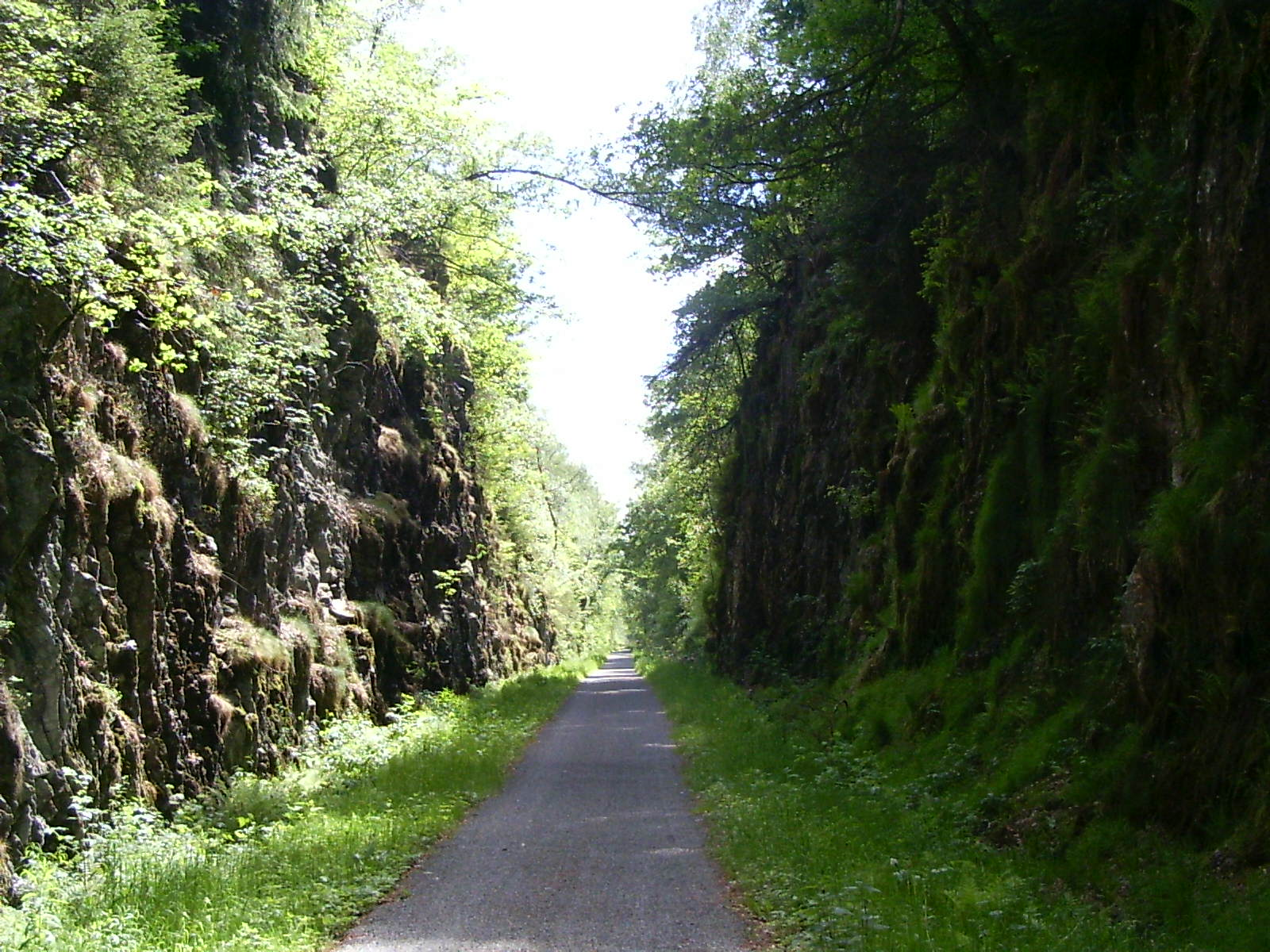
Tranchée du RAVeL près de Francorchamps (2011).
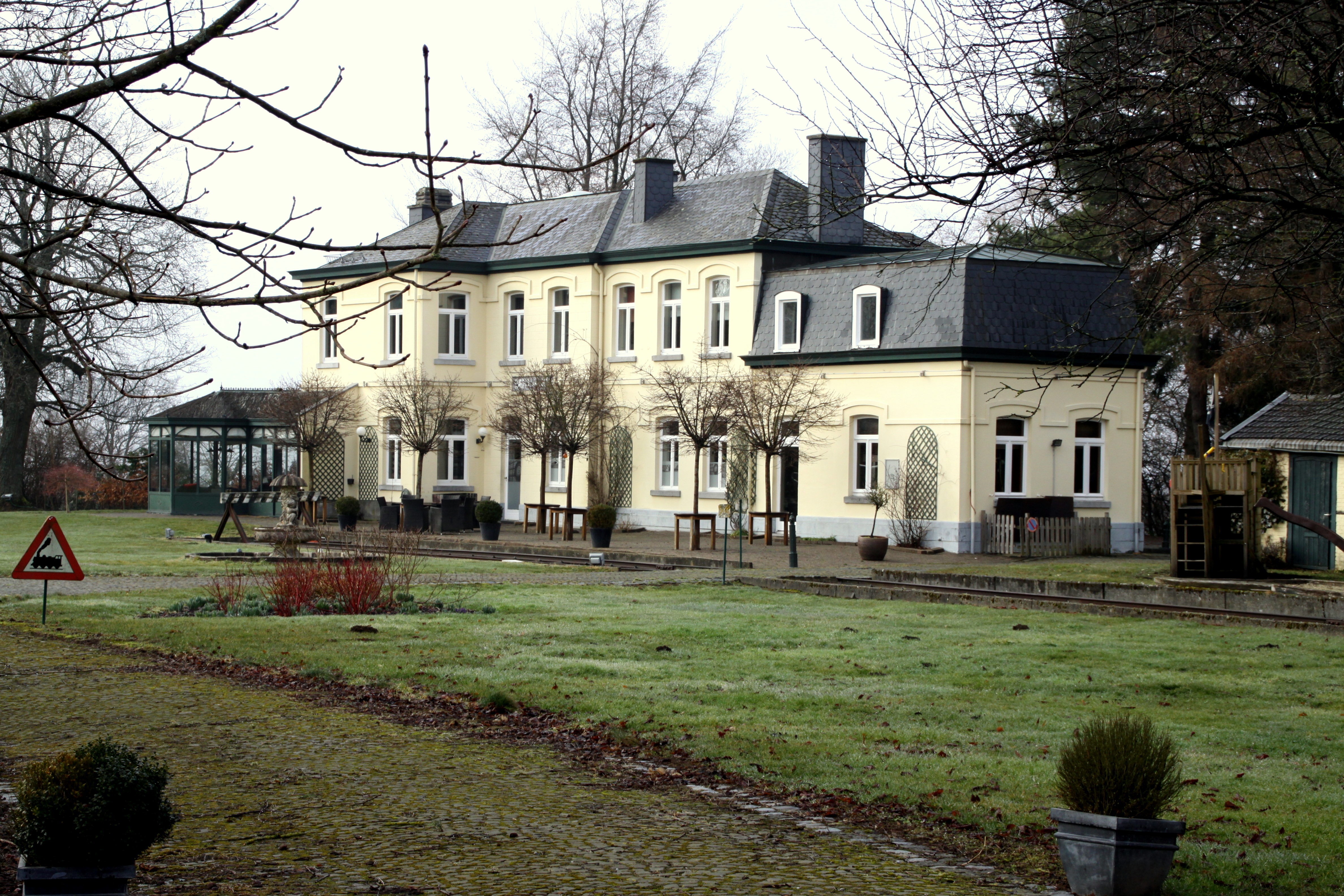
Ancienne gare de Sart-lez-Spa